# マーガレット・マリー
マーガレット・アリス・マリー（Margaret Alice Murray、1863年7月13日 – 1963年11月13日）は、インド出身のイギリスのエジプト学者、考古学者、人類学者、歴史学者、民俗学者。

## 遺産

### ウィッカにおいて
マリーの魔女カルト理論は、ネオペイガニズムの宗教ウイッカの設計図となり、マリーは「ウイッカの祖母」と呼ばれた。